# Jardín Fenológico Alessandro Marcello

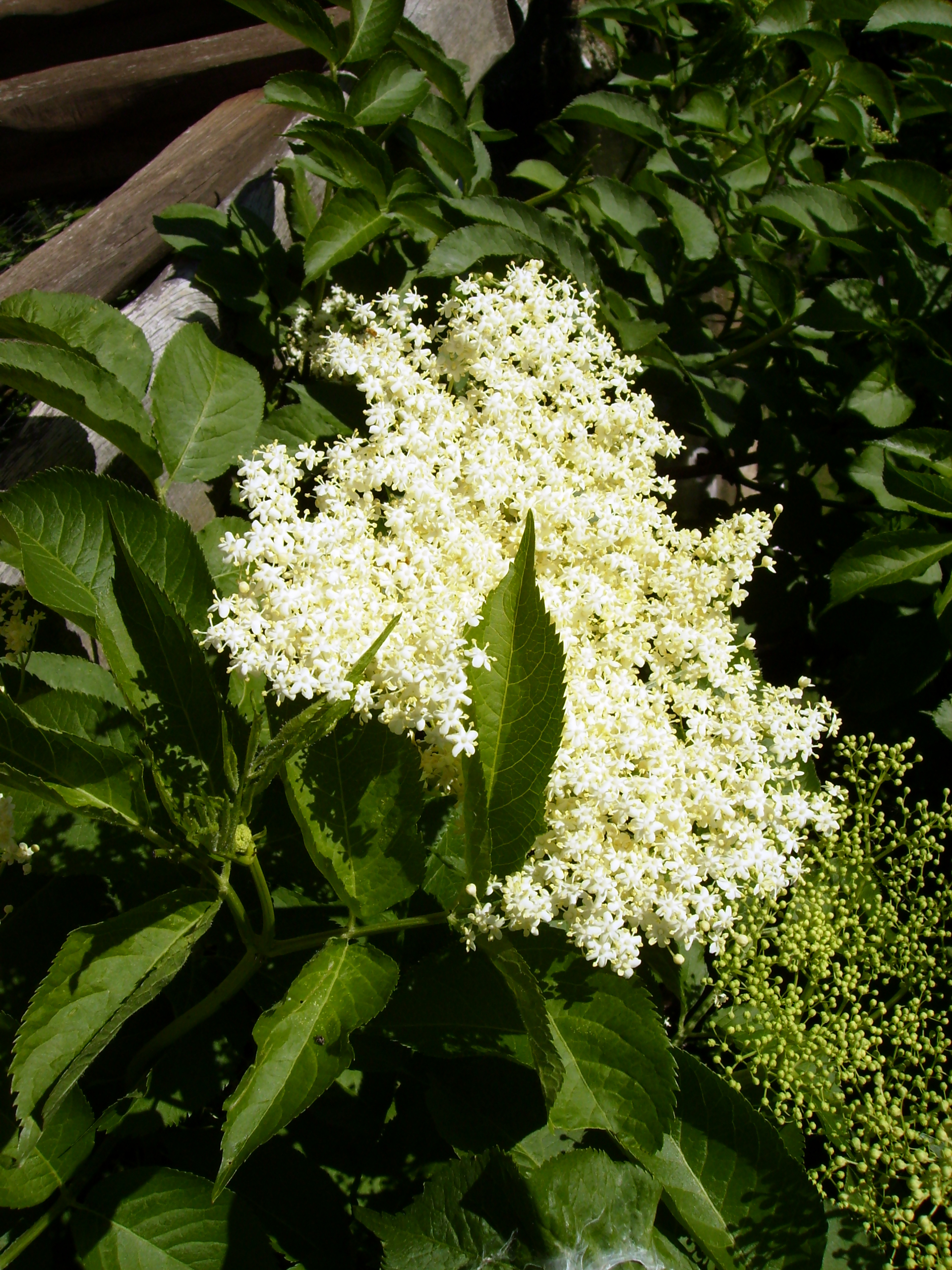
Flores de Sambucus nigra una de las especies cultivadas en el Giardino Fenologico "Alessandro Marcello".

El Jardín Fenológico Alessandro Marcello (en italiano: Giardino Fenologico "Alessandro Marcello") es un jardín botánico de investigación, administrado por la "Accademia Trevigiana per il Territorio", en Treviso, Italia. 

## Localización
Este jardín botánico se ubica adyacente al Orto Botanico Conservativo Carlo Spegazzini.
Giardino Fenologico "Alessandro Marcello" 51021 viale de Coubertin 15, Treviso, Provincia de Treviso, Veneto, Italia.45°40′0″N 12°15′0″E / 45.66667, 12.25000
Está abierto todos los días en los meses cálidos.

## Historia
El jardín fue creado en 1999 para realizar estudios experimentales en fenología, y nombrado en honor del botánico veneciano  Alessandro Marcello. 
Su misión es la de estudiar la influencia de varios factores medioambientales en el desarrollo de las plantas.

## Colecciones
Con el fin de reducir el número de las variables en los experimentos, el jardín alberga de 2 a 4 clones idénticos de las especies Cornus mas, Cornus sanguinea, Ligustrum vulgare, Robinia pseudoacacia, Salix acutifolia, Salix smithiana, Salix viminalis, y Sambucus nigra.